# VIVA
VIVA，是位於香港九龍土瓜灣馬頭圍道77-87號的單棟住宅，由長江實業發展，樓高31層，共有75伙，當中50伙為1房戶，實用面積由315至339方呎。樓宇於2016年11月落成。